# Alaska (schweizerische Band)
Alaska ist eine Schweizer Ska- und Reggaeband aus Pfäffikon im Kanton Zürich.

## Geschichte
Die Gründung der Band erfolgte Ende 2003 als vorerst lose Konstellation, die hauptsächlich Coversongs spielte. Nach und nach stiessen weitere Bandmitglieder zur Band und nach dem Hinzustossen des Schlagzeugers Florian Vogler Mitte 2004, der mit Alaska seine Maturitätsarbeit in Form der CD-Produktion der Debüt-EP Claiming Land durchführte, vervollständigte sich die Band durch den Sänger Fabian Grütter. Im Herbst 2004 folgte der erste öffentliche Auftritt von Alaska in einem Pfadfinderheim in Zürich-Oerlikon. Bis Mitte 2009 spielte die Band knapp 150 Konzerte in der ganzen Schweiz und im Ausland und veröffentlichte insgesamt drei CDs.
Im Februar 2008 spielte die Band mit einer zweiwöchigen Russland-Tour ihre erste Konzerttournee im Ausland, ein Jahr später, im Februar 2009, folgte dann die nächste mit einer zweiwöchigen Konzerttour durch Großbritannien. Im Sommer 2010 spielten Alaska am Szene-bekannten This Is Ska!-Festival in Rosslau (D) und arbeiteten an ihrem dritten Album "Will That Be Enough", welches sie selber in ihrem eigenen Studio aufnahmen. Das Album wurde von Django King Django im Version City Studio in New Jersey (USA) abgemischt und von Alan Douches in New Windsor (USA) gemastert. Das Album erschien im Januar 2011 auf Leech Records.
Der Bandname "Alaska" kommt hauptsächlich von der französischen Wortkombination "à la Ska" und soll das Mischen von verschiedenen Musikstilen mit dem Ska-Stil bedeuten.

## Stil
Die Songs von Alaska sind meist im Stil des traditionellen Ska gehalten mit Einflüssen von Reggae, Rocksteady, Soul und Jazz. In älteren Songs sind auch Einflüsse von 2-Tone und Third Wave Ska zu hören.

## Diskografie
- Claiming Land – CD-EP (März 2005, 808 Records)
- Dog Sled Crossing – CD-Album (Dezember 2006, 808 Records)
- Something in Between – CD-Album (Januar 2009, Leech Records)
- Will That Be Enough – CD-Album (Januar 2011, Leech Records)
- If That Wasn’t Enough – Download-EP (November 2012, self released)